# Альбрехт Фридрих Бранденбург-Шведтский
Альбрехт Фридрих Бранденбург-Шведтский (англ. Albrecht Friedrich von Brandenburg-Schwedt; 24 января 1672, Берлин — 21 июня 1731, дворец Фридрихсфельде) — принц прусский, титулярный маркграф Бранденбург-Шведтский. Генерал-лейтенант прусско-бранденбургской армии и гроссмейстер Иоанитского ордена.

## Биография
Альбрехт Фридрих — сын курфюрста Фридриха Вильгельма Бранденбургского и его второй супруги Доротеи Шлезвиг-Гольштейн-Зондербург-Глюксбургской. Брат Альбрехта Филипп Вильгельм в 1692—1711 годах занимал должность штатгальтера Магдебурга. В 1689 году, в начале войны с Францией, Альбрехт Фридрих записался добровольцем в прусские войска. 10 мая 1692 года он был назначен шефом кавалерийского полка, а 14 марта 1693 года получил звание генерал-майора. В 1694 году принц Альбрехт Фридрих принимал участие в походе в Италию и 9 марта 1695 года получил звание генерал-лейтенанта. В 1696 году маркграф стал гроссмейстером Иоанитского ордена, 17 января 1701 года удостоился ордена Чёрного орла.
14 февраля 1702 года Альбрехт Фридрих был назначен шефом полка инфантерии, в Войну за испанское наследство командовал корпусом прусской армии в Нидерландах и воевал против французов. В ноябре того же года Альбрехт Фридрих был вынужден уйти в отставку по болезни. В 1706 году принц Альбрехт Фридрих был назначен штатгальтером Задней Померании. В 1711 году получил в управление поместье в Альтфридланде, некогда цистерцианский монастырь. После смерти принца поместье унаследовал его сын Фридрих Альбрехт.

## Семья
31 октября 1703 года Альбрехт Фридрих женился на принцессе Марии Доротее Курляндской (1684—1743), дочери герцога Фридриха II Казимира Курляндского. В этом браке родились:
- Фридрих (1704—1707)
- Карл Альбрехт (1705—1762), прусский военачальник
- Анна София Шарлотта (1706—1751), замужем за герцогом Вильгельмом Генрихом Саксен-Эйзенахским (1691—1741)
- Луиза Вильгельмина (1709—1726)
- Фридрих (1710—1741), полковник прусской армии, погиб при Мольвице
- Альбертина (1712—1750), замужем за князем Виктором II Фридрихом Ангальт-Бернбургским (1700—1765)
- Фридрих Вильгельм (1715—1744)